# Університет Далгаузі
44°38′13″ пн. ш. 63°35′30″ зх. д. / 44.636944444444° пн. ш. 63.591666666667° зх. д.
Університет Далхаузі (англ. Dalhousie University) — університет, розташований у Галіфаксі (Нова Шотландія), Канада.
Університет Далхаузі є найбільшим університетом серед вищих навчальних закладів приморських Провінцій і входить до складу провідних канадських університетів. Пропонує широкий спектр програм у трьох університетських циклах, у тому числі програми з медицини та права. Займає верхні рядки в рейтингах канадських університетів, найактивніших у галузі досліджень.
У 2005 році університет приймав 10 660 студентів денного навчання на бакалавраті та 2 640 студентів денного навчання в аспірантурі.

## Інтернет-ресурси
- Офіційний сайт